# Trichosanthes rugatisemina
Trichosanthes rugatisemina är en gurkväxtart som beskrevs av Ching Yung Cheng och C.H. Yueh. Trichosanthes rugatisemina ingår i släktet Trichosanthes och familjen gurkväxter. Inga underarter finns listade i Catalogue of Life.